# التجسس في النرويج خلال الحرب العالمية الأولى
كانت النرويج دولة محايدة خلال الحرب العالمية الأولى، لكن البلاد تعرضت للتجسس على نطاق واسع من كلا الجانبين في الصراع.

## خلفية
كان البرلمان النرويجي قد أقر قانونين استباقيين في المرحلة المبكرة من الصراع. كان هذان القانونان هما قانون أسرار الدفاع في عام 1914، وقانون مراقبة الاتصالات البريدية والتلغرافية في عام 1915. كان رئيس القسم الجنائي في شرطة كريستيانيا، يوهان سوهر، مسؤولاً عن التحقيقات التي أجرتها الشرطة في جرائم التجسس في النرويج خلال الحرب العالمية الأولى. وفي عام 1938، كتب كتابًا يروي تحقيقات التجسس خلال فترة الحرب.

## حالات

### فينمارك
تحد مقاطعة فينمارك كل من فنلندا وروسيا، وخلال الحرب الأهلية الفنلندية والحرب الأهلية الروسية تم نقل كميات كبيرة من البضائع من قرية سكيبوتن إلى فنلندا، ومن قرية كاراسجوك إلى روسيا. ومن بين حوادث التجسس الشهيرة اعتقال وطرد البارون السويدي أوتو فون روزن، الذي عمل في شمال النرويج كعميل ألماني. تم القبض عليه في كاراسجوك في يناير 1917. ومن بين المضبوطات في هذه القضية كانت هناك عينات من بكتيريا الجمرة الخبيثة وسم الكورار، بالإضافة إلى المتفجرات.

### أوسلو
تم التحقيق مع عدد من الجواسيس المشتبه بهم الذين يعملون في كريستيانيا أو بالقرب منها. ومن بين القضايا الأكثر شهرة قضية راوتنفيلس، عندما اتُهم الرسول الدبلوماسي الألماني والتر فون راوتنفيلس بقيادة عصابة تخريبية بهدف مهاجمة سفن الحلفاء. بعد تحقيق طويل، تمت مصادرة 188 كيلوغرامًا من المتفجرات، في حقائب وصناديق تعبئة، في محطة السكك الحديدية في أوسلو. وشملت هذه 95 قنبلة متفجرة كبيرة و12 قنبلة أصغر، و104 قنبلة حارقة، وصواعق، وكبسولات تفجير. بسبب الضغوط الدبلوماسية تم تسليم راوتنفيلس إلى ألمانيا بسبب حصانته كرسول للإمبراطور الألماني،  بينما أدين أعضاء آخرون في الرابطة في النهاية وأُرسلوا إلى السجن.

### مدن أخرى
كانت مدينتا برغن وتروندهايم عرضة لعدة حالات تجسس خلال الحرب العالمية الأولى. كانت برغن ميناءً مهمًا، وكانت المعلومات المتعلقة بحركة السفن حساسة بسبب حملة الغواصات التي شنتها الإمبراطورية الألمانية ضد بريطانيا وحلفائها. من عام 1914 إلى عام 1918، غرقت أكثر من 800 سفينة تجارية نرويجية بسبب حملة الغواصات الألمانية. حدثت سلسلة من الحرائق غير المبررة في عام 1917، في هورتن وهولمستراند وستافنجر وسورينجن وتروندهايم وأوركدال وغريكر وتفيتسوند وهوروم وجيوفيك وسكاين وتونسبرغ.